# Saint-Romain-les-Atheux
Saint-Romain-les-Atheux è un comune francese di 959 abitanti situato nel dipartimento della Loira della regione dell'Alvernia-Rodano-Alpi.

## Società

### Evoluzione demografica
Abitanti censiti